# Prigione di via Łącki
Il Museo nazionale-Memoriale delle vittime dei regimi di occupazione, detto anche prigione di via Łącki (in ucraino Тюрма на Лонцького?, Tjurma ha Lonc'kogo) è un ex centro di detenzione di Leopoli che per tutto il XX secolo è stato utilizzato principalmente come prigione politica dai regimi polacco, sovietico e nazista.
Il museo ospita una sede principale del Centro di ricerca del Movimento di Liberazione.

## Nome
Il nome della prigione deriva dall'antico nome della strada su cui si trovava l'ingresso principale. Precedentemente conosciuta in polacco come ulica Eliasza Łąckiego (Via Łącki) e oggi conosciuta in ucraino come vulycja Karla Brjullova (via Brjullova), la strada è una traversa della via principale vulytcja Stepana Bandery (via Bandera). La via Łącki era dedicata a Eliasz Jan Łącki, un eroe di guerra polacco dell'assedio di Leopoli del 1672 durante la guerra polacco-ottomana (1672-1676).

## Storia
Il complesso fu costruito tra il 1889 e 1890 all'incrocio di ulica Sapiehy (oggi vulycja Bandery) con ulica Kopernika su progetto dell'architetto Józef Kajetan Janowski. È costruito in stile neorinascimentale e originariamente era stato destinato all'ufficio principale della gendarmeria austro-ungarica della città. La parte in cui si trovava effettivamente la prigione fu costruita subito dopo la prima guerra mondiale tra il 1918 e il 1920, quando Leopoli faceva parte della Seconda Repubblica di Polonia.
La parte della prigione ospitava il quarto dipartimento dell'ufficio del comandante principale della Polizia di Stato, uno dei quali includeva l'ufficio per la lotta contro le organizzazioni "anti-governative" quali l'Organizzazione dei Nazionalisti Ucraini, il Partito Comunista dell'Ucraina occidentale e altri. Ufficiosamente la prigione era destinata ai prigionieri politici. Nel 1935 i dipendenti della polizia furono acquartierati nell'edificio, mentre il carcere fu trasformato in un centro di detenzione.
Con l'inizio della seconda guerra mondiale nel 1939 e con la spartizione della Polonia tra la Germania nazista e l'Unione Sovietica, la prigione fu trasformata nel carcere n. 1 del Commissariato del popolo per gli affari interni (NKVD) con capienza di 1 500 prigionieri. Durante l'invasione nazista dell'Unione Sovietica nel giugno 1941, gli agenti dell'NKVD spararono a circa 1 000 prigionieri.
Tra il 1941 e il 1944 l'edificio fu utilizzato come centro di detenzione della Gestapo e ospitò un ufficio dell'Einsatzgruppen delle Sicherheitsdienst (SD). Dal 21 al 26 luglio 1941 nella prigione venne detenuto il primo ministro polacco Kazimierz Bartel.
Durante il periodo sovietico l'edificio ospitò un carcere punitivo e repressivo gestito da NKVS, MGB e KGB. Con l'indipendenza dell'Ucraina avvenuta nel 1991 gli uffici del KGB vennero liquidati lasciando soli i prigionieri. Ospitò poi il dipartimento di polizia distrettuale e l'ufficio cittadino dei servizi di sicurezza nazionali (SBU).
Nel 2006, grazie al lavoro congiunto del dipartimento SBU dell'oblast' di Leopoli con la pubblica cittadinanza, venne istituito il Museo nazionale e commemorativo delle vittime dei regimi di occupazione. Fu inaugurato ufficialmente nel 2009 come Centro di ricerca del Movimento di Liberazione.